# Palazzo Celentano-Rosati
Il Palazzo Celentano-Rosati, risalente al XVII secolo, si affaccia per un lato su piazza Federico II, ma ha il suo ingresso principale in corso Vittorio Emanuele II. Ha una ricca decorazione della facciata, dei balconi e della cantonata con festoni, inoltre possiede dei testoni con figure alquanto grottesche. Esso è appartenuto alle famiglie Celentano e Rosati. Oltre all'importanza artistica, ha anche un'importanza storica, infatti qui è stato ospitato nel 1809 lo storico napoletano Pietro Colletta. Verso la fine del '900 il palazzo Celentano-Rosati è stato incendiato, ma subito restaurato.